# ویرایش‌های ویندوز ۸
ویندوز ۸ (به انگلیسی: Windows 8) دارای چهار نگارش است که هریک دارای یک سری از ویژگی‌هاست.

## ویرایش‌ها
ویندوز ۸
ویرایش ابتدایی ویندوز ۸ برای سیستم های معماری ۳۲–۶۴ بیتی ارائه شده‌  است.این ویرایش شامل ویژگی‌هایی است که هدفش بخش بازار، کاربران خانگی است و تمام ویژگی‌های جدید ویندوز ۸  که شامل صفحه آغازین ، عناوین زنده، فروشگاه ویندوز، اینترنت اکسپلورر ۱۰، حالت‌آماده متصل،اکانت یکپارچه مایکروسافت را داراست.
ویندوز ۸ پرو
ویندوز ۸ پرو ∗ جانشین ویندوز ۷ حرفه‌ای و نهایی ∗ شده‌است. و هدف رساندن مطلب به  کاربران مشتاق در بخش تجاری است؛ این ویرایش شامل تمام ویژگی‌های ویندوز ۸ است. ویژگی‌هایی برتری چون سرورِ دسکتاپ راه‌دور و توانایی شرکت در قلمر سرور ویندوز، رمزنگاری پرونده سیستم، هایپر-وی و وی‌اچ‌دی در بالا آمدن است و همچنین بیت‌لاکر است. ویندوز مدیا سنتر نیز تنها برای ویندوز  پرو ۸ به شکل یک برنامه قابل خریداری، عرضه می‌شود.
ویندوز ۸سازمانی
ویندوز ۸ سازمانی، تمام ویژگی‌های ویندوز ۸(به جز عدم توانایی نصب ویندوز مدیا سنتر) را داراست و علاوه بر آن‌ها ویژگی‌هایی برای عملکرد بهتر در بخش فناوری اطلاعات سازمان‌ها نیز فراهم می‌آورد. این ویرایش در غالب برنامه مایکروسافت برای مشتریانش در دسترس خواهد بود و در ۱۶ اوت منتشر شده‌است ولی تاکنون از سوی سایت مایکروسافت برای فروش قرار نگرفته‌است و در تاریخ ۲۶ اکتبر به بازار عرضه نشد.
ویندوز آرتی
ویندوز آرتی تنها به شکلی ازپیش نصب شده بر روی دستگاه‌های مبتنی بر پردازنده‌های معماری آرم در قالب دیسکتهای لوحی و پی‌سی قابل دسترس است و به نام ویندوز زمان‌اجرا ∗ به عنوان سکوی توسعه در قالب ویندوز ۸ معرفی شده‌است. این نگارش دارای بهینه‌سازی لمسی برای سیستم دسکتاپ و ویرایش آفیس ۲۰۱۳ است؛ نرم‌افزارهایی از قبیل مایکروسافت ورد، مایکروسافت پاورپوینت، مایکروسافت وان‌نت. این ویرایش قابلیت رمزنگاری را داراست.
ویندوز ۸٫۱ (آبی)
این نسخه به روز رسانی شدهٔ ویندوز ۸ است که در آن بسیاری از ایرادات نسخه‌های قبلی برطرف شده‌است. از نقاط قوت این نسخه می‌توان به این اشاره کرد که منوی شروع که در نسخه‌های قبلی حذف شده بود در این‌جا برگشته است.
برخلاف ویندوز ویستا و ویندوز ۷، هیچ ویرایش آغازگر ∗، خانگی ساده ∗ یا ویرایش نهایی ∗ را عرضه نخواهد کرد.

## سازگاری ارتقا
ارتقا سیستم از ویندوز ۷ امکانپذیر است. نکته آن‌که، در این ارتقا در معماری ۳۲ بیتی ویندوز به ویندوز۸، ۳۲بیتی و ویندوز ۶۴ بیتی به ویندوز ۸، ۶۴ بیتی ارتقا خواهد یافت. ویندوز آرتی را نمی توان بر روی همان سخت‌افزار نصب کرد که ویندوز ۷ نصب شده، از این رو ارتقا از ویندوز ۷ با آرتی ممکن نیست. به علاوه ویندوز اکس‌پی و ویستا را نیز می‌توان به ویندوز ۸ ارتقا داد.
| نگارش‌های ویندوز ۷ | امکان ارتقاالگو:نسخویندوز آرتی؟ | امکان ارتقاالگو:نسخویندوز ۸؟ | امکان ارتقاالگو:نسخویندوز ۸ پرو؟ | امکان ارتقاالگو:نسخامکان ارتقا به ویندوز ۸ سازمانی؟ |
| ----------------- | ------------------------------- | ---------------------------- | -------------------------------- | --------------------------------------------------- |
| سازمانی           | نه                              | نه                           | نه                               | آری                                                 |
| نهایی             | نه                              | نه                           | آری                              | نه                                                  |
| حرفه‌ایی           | نه                              | نه                           | آری                              | آری                                                 |
| خانگی عالی        | نه                              | آری                          | آری                              | نه                                                  |
| خانگی ابتدایی     | نه                              | آری                          | آری                              | نه                                                  |
| آغازگر            | نه                              | آری                          | آری                              | نه                                                  |

## جدول مقایسه
| ویژگی                                             | ویندوز آرتی         | ویندوز ۸                                           | ویندوز ۸ پرو                                       | ویندوز ۸ سازمانی                                  |
| ------------------------------------------------- | ------------------- | -------------------------------------------------- | -------------------------------------------------- | ------------------------------------------------- |
| معماری                                            | ای‌آرام (۳۲-بیتی)    | معماری اینتل ۳۲ (۳۲ بیت) یا معماری ۳۲–۶۴ (۶۴ بیتی) | معماری اینتل ۳۲ (۳۲-بیت) یا معماری ۳۲–۶۴ (۶۴-بیتی) | معماری اینتل ۳۲ (۳۲-بیت) یا معماری ۳۲-۶۴ (۶۴-بیت) |
| بالا آمدن مطمئن                                   | آری                 | آری                                                | آری                                                | آری                                               |
|                                                   | آری                 | آری                                                | آری                                                | آری                                               |
| صفحه‌آغازین، بزرگنمایی معنایی، عناوین زنده         | آری                 | آری                                                | آری                                                | آری                                               |
| لمس و کیبورد انگشتی                               | آری                 | آری                                                | آری                                                | آری                                               |
| بسته‌های زبان                                      | آری                 | آری                                                | آری                                                | آری                                               |
| روزآمدی مرورگر پرونده (فایل)                      | آری                 | آری                                                | آری                                                | آری                                               |
| برنامه‌های استاندارد ∗                             | آری                 | آری                                                | آری                                                | آری                                               |
| تاریخچه پرونده                                    | آری                 | آری                                                | آری                                                | آری                                               |
| بازیابی و جانشینی سیستم‌عامل (س. م)                | آری                 | آری                                                | آری                                                | آری                                               |
| بازی                                              | آری                 | آری                                                | آری                                                | آری                                               |
| اتصال منتظر                                       | آری                 | آری                                                | آری                                                | آری                                               |
| روزآمدی ویندوز                                    | آری                 | آری                                                | آری                                                | آری                                               |
| مدافع ویندوز                                      | آری                 | آری                                                | آری                                                | آری                                               |
| پشتیبانی از نظارت چندگانه بهتر                    | آری                 | آری                                                | آری                                                | آری                                               |
| مدیریت وظیفه                                      | آری                 | آری                                                | آری                                                | آری                                               |
| سوار شدنِ تصویر ایزو و وی‌اچ‌دی                      | آری                 | آری                                                | آری                                                | آری                                               |
| ویژگی پهنای باندی همراه                           | آری                 | آری                                                | آری                                                | آری                                               |
| یکپارچه‌سازی حساب‌کاربری مایکروسافت                 | آری                 | آری                                                | آری                                                | آری                                               |
| اینترنت اکسپلورر ۱۰                               | آری                 | آری                                                | آری                                                | آری                                               |
| اینترنتی اکسپلور، پایش صفحه هوشمند                | آری                 | آری                                                | آری                                                | آری                                               |
| فروشگاه ویندوز                                    | آری                 | آری                                                | آری                                                | آری                                               |
| اکس باکس لایو برنامه تعبیه‌شده                     | آری                 | آری                                                | آری                                                | آری                                               |
| جابجایی اکتیوسینک (انتقال فعال)                   | آری                 | آری                                                | آری                                                | آری                                               |
| قابلیت اتصال به یک وی‌پی‌ان؟                        | آری                 | آری                                                | آری                                                | آری                                               |
| دسکتاپ                                            | بخشی                | آری                                                | آری                                                | آری                                               |
| از طریق برنامه‌های ثالث امکان‌پذیر است              | قالب مترو           | قالب مترو و سنتی                                   | قالب مترو و سنتی                                   | قالب مترو و سنتی                                  |
| میزاز راه‌دور                                      | تنها مشتریان        | تنها مشتریان                                       | مشتری و میزبان                                     | مشتری و میزبان                                    |
| ویژگی فضای ذخیره‌سازی                              | نه                  | آری                                                | آری                                                | آری                                               |
| ویندوز مدیا پلیر                                  | نه                  | آری                                                | آری                                                | آری                                               |
| ویژگی رمزنگاری                                    | با دستگاه رمزنگاری∗ | عدم وجود                                           | بی‌لاکر و ای‌اف‌اس                                    | بی‌لاک و ای‌اف‌اس                                    |
| نصب برنامه‌های شکل مترو از خارج از فروشگاه ویندوز  | آری                 | نه                                                 | آری                                                | آری                                               |
| بالا آمدن از وی‌اچ‌دی                               | نه                  | نه                                                 | آری                                                | آری                                               |
| امکان پیوستن به قلمرو ویندوز؟                     | نه                  | نه                                                 | آری                                                | آری                                               |
| سیاست‌های گروهی                                    | نه                  | نه                                                 | آری                                                | آری                                               |
| هایپر-وی                                          | نه                  | نه                                                 | On 64-bit versions only with SLAT capable CPU      | On 64-bit versions only with SLAT capable CPU     |
| اپ‌لاکر (قفل برنامه)∗                              | نه                  | نه                                                 | نه                                                 | آری                                               |
| ویندوز تو گو (ویندوز در حرکت)                     | نه                  | نه                                                 | نه                                                 | آری                                               |
| دسترسی مستقیم                                     | نه                  | نه                                                 | نه                                                 | آری                                               |
| برنچ‌کش∗                                           | نه                  | نه                                                 | نه                                                 | آری                                               |
| قابلیت مجازی‌سازی با ریموت‌اف‌اکس؟                   | نه                  | نه                                                 | نه                                                 | آری                                               |
| مایکروسافت آفیس به همراه سیستم‌عامل ارائه می‌شود؟ ∗ | آری                 | نه                                                 | نه                                                 | نه                                                |
| ویندوز مدیا سنتر                                  | نه                  | نه                                                 | از طریق برنامه                                     | نه                                                |

## واژه‌نامه
∗ Windows 8 Pro
∗ Ultimate
∗ Windows RunTime
∗ Starter
∗ Home Basic
∗ Ultimate